# Font d'en Dirol
La Font d'en Dirol de Vilassar de Dalt es troba al Parc de la Serralada Litoral, el nom de la qual -Dirol- és possible que sigui una contracció de dos noms, ja que el cognom Dirol no és conegut a la zona.

## Descripció
La font és una surgència natural i raja molt rarament. Un senzill broc encastat en una roca, dues petites piques de pedra i el rètol de fusta amb el nom és tot el que ens ofereix l'entorn, d'altra banda normalment net i ombrívol.

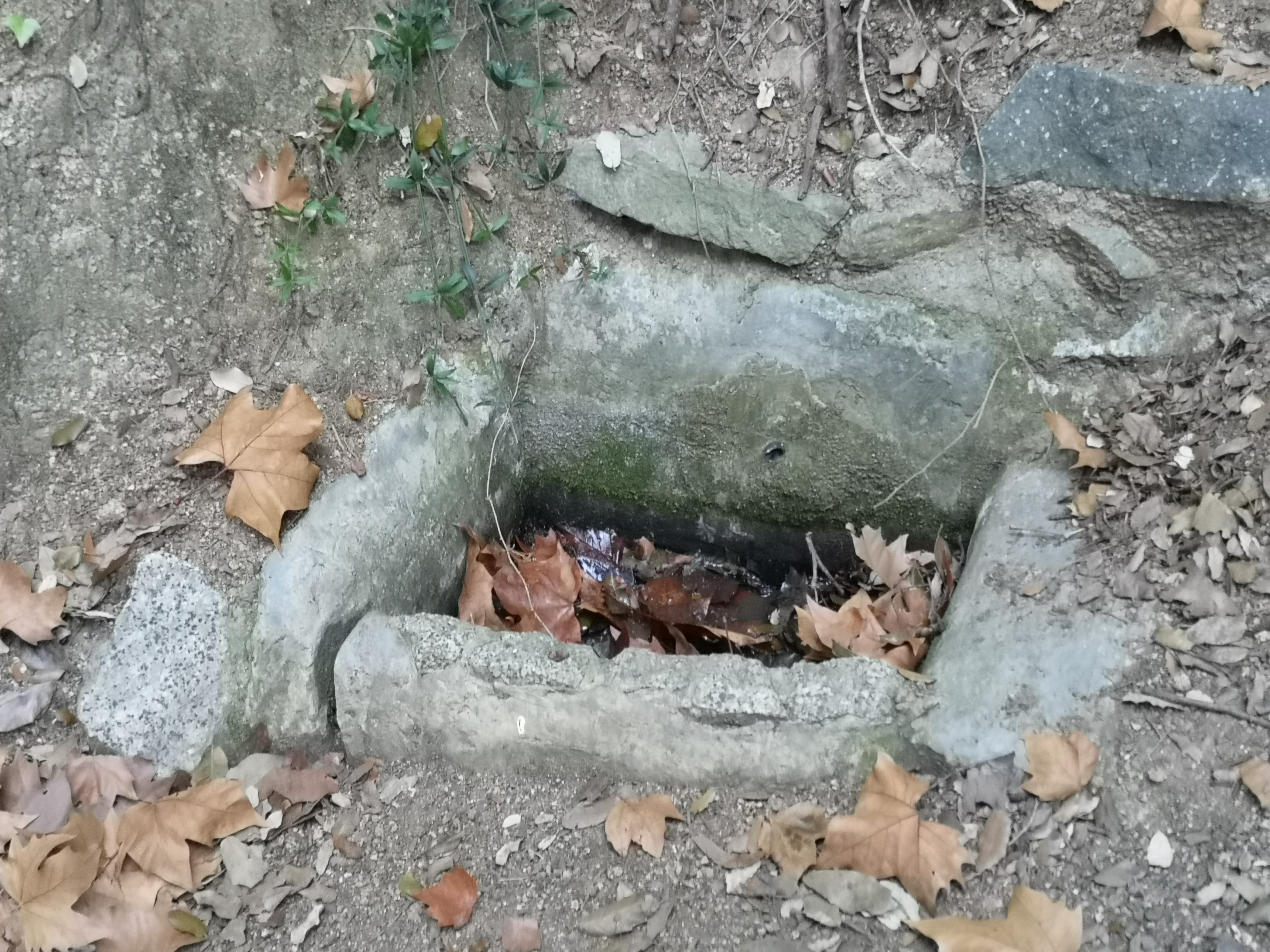
Font d'en Dirol

## Accés
És ubicada a Vilassar de Dalt: situats al Dolmen de Can Boquet, baixem 140 metres per la pista de la Carena i girem a l'esquerra agafant una pista que passa entre conreus. Avancem 310 metres per aquesta pista, ignorant abans una pista a la dreta i una altra a l'esquerra, fins a trobar un curt trencall a l'esquerra que mena a la font. Coordenades: x=445466 y=4597995 z=372.

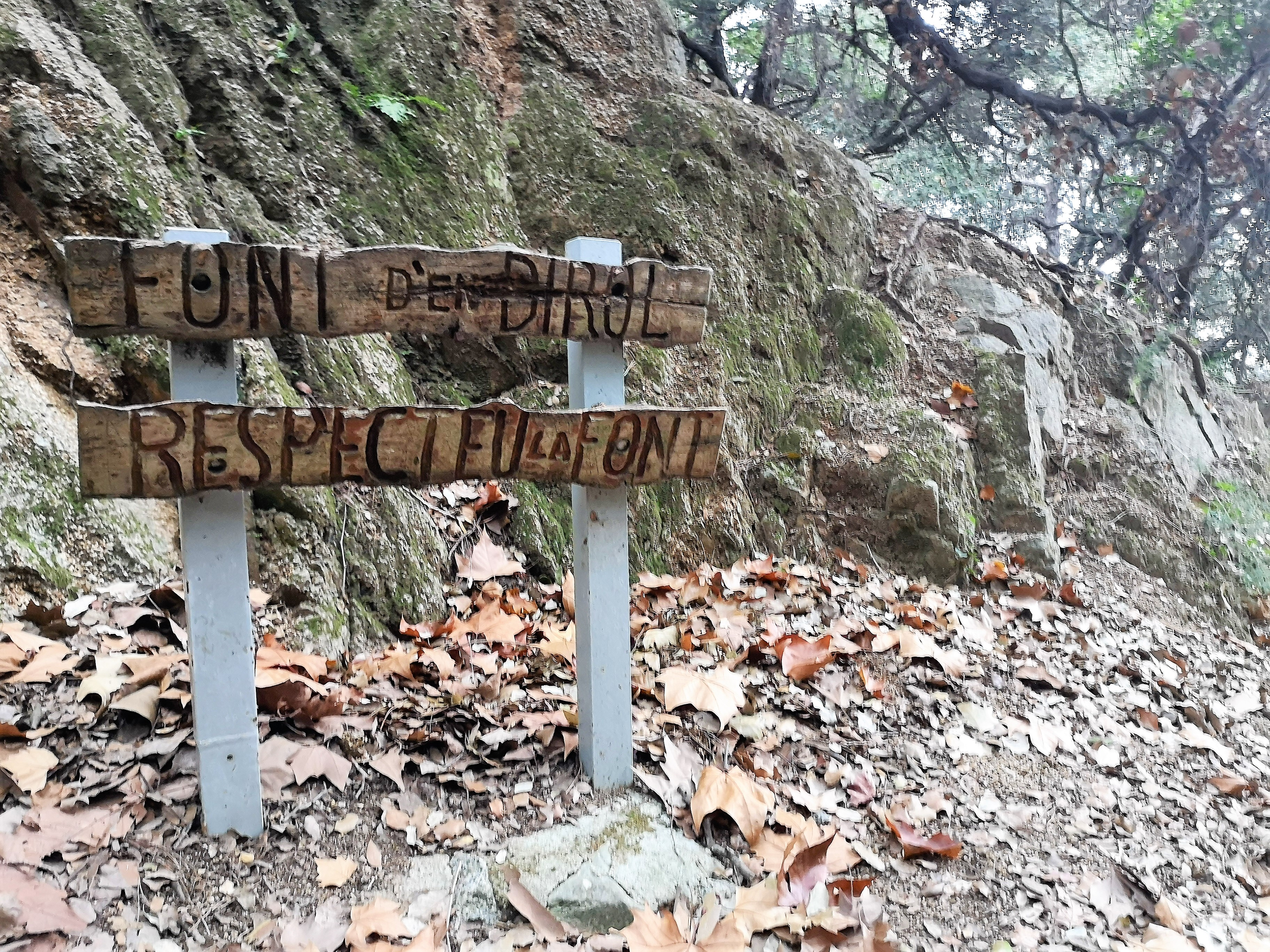
Cartell informatiu de la font d'en Dirol